# Gerardo di Berg
Gerardo di Hengenbach (1325 circa – 18 maggio 1360) fu, per diritto di matrimonio, conte di Ravensberg, dal 1346 e conte di Berg, dal 1348 alla sua morte.

## Origine
Gerardo, secondo la Allgemeine Deutsche Biographie era il figlio maschio primogenito del primo duca di Jülich, Guglielmo I e della moglie, Giovanna di Hainaut, figlia del conte di Hainaut e conte d'Olanda e di Zelanda, Guglielmo e di Giovanna di Valois, la figlia terzogenita di Carlo di Valois e di Margherita d'Angiò, e come ci ricorda la Chronologia Johannes de Beke, era sorella del futuro re di Francia (1328) Filippo VI.

Guglielmo I di Jülich, secondo la Allgemeine Deutsche Biographie era il figlio maschio primogenito del conte di Jülich, Gerardo VI e della moglie, Elisabetta di Brabante, figlia del signore di Vierzon e d'Aarschot, Goffredo del Brabante e della moglie, Giovanna, signora di Vierzon e di Maizières, come ci conferma la Histoire généalogique des ducs de Bourgogne de la maison de France.

## Biografia
Secondo una Lettre tirée des Archives du Duché de Gueldres riportata nel Trophees tant sacres que profanes du Duche de Brabant, nel 1333, Gerardo fu fidanzato a Margherita di Gheldria (1320 - † 1344), figlia del duca di Gheldria e conte di Zutphen, Rinaldo II il Nero e della prima moglie, Sophia Berthout; il fidanzamento viene confermato anche dal documento n° 268, datato 1º marzo 1333 del Gedenkwaardigheden uit de geschiedenis van Gelderland, inerente al fidanzamento di Margherita con Gerardo di Jülich.
Secondo il documento n° 306 del Urkundenbuch für die Geschichte des Niederrheins, Volume 3, datato 1336, all'età di tre anni, suo fratello, Guglielmo fu fidanzato con Margherita di Ravensberg, di circa 10 anni più vecchia di Guglielmo, che invece poi sposò Gerardo.
Secondo il Codex Diplomaticus Neerlandicus, Second Series, [eerste deel], Part 1 (non consultato), nel 1342, fu stipulato il contratto di matrimonio di Gerardo e Margherita di Gheldria, che non fu potato a termine, per la morte di Rinaldo II il Nero, nel 1343; nel 1344, Gerardo sposò Margherita di Ravensberg, che era stata la fidanzata del fratello, ed era erede della Contea di Ravensberg.
Conte di Ravensberg era Bernardo di Ravensberg, che, poiché non era sposato si era adoperato affinché la contea fosse ereditata dalla nipote, Margherita, figlia di suo fratello Ottone IV; nel 1336, l'imperatore, Ludovico il Bavaro, secondo il documento n° 306 del Urkundenbuch für die Geschichte des Niederrheins, Volume 3, aveva accettato che Margherita fosse erede di Bernardo e aveva decretato inoltre che Margherita ereditasse anche la contea di Berg, nel caso che il conte Adolfo VI morisse senza discendenza.
Il conte di Berg, Adolfo VI, essendo senza discendenza, aveva stabilito che la successione spettasse alla sorella, Margherita, moglie del Conte di Ravensberg Ottone IV, e madre di Margherita, la sposa di Gerardo.
Bernardo di Ravensberg (Bernhardus comes de Ravensberghe) compare per l'ultima volta nel documento XVII del febbraio 1346 del Zeitschrift für vaterländische Geschichte und Altertumskunde, Volume 1 e, come ci viene confermato dal Zeitschrift für vaterländische Geschichte und Altertumskunde, Volume 1, morì nel settembre di quello stesso anno. Gli succedette, per diritto di matrimonio, Gerardo di Berg marito della nipote, Margherita.
Adolfo di Berg morì nel 1348 ed essendo senza discendenza, la contea di Berg passò alla nipote, figlia di su sorella, Margherita, anche lei di nome Margherita e, per diritto di matrimonio, al marito, Gerardo di Berg, con la prospettiva essendo l'erede del Ducato di Jülich, di riunire questo tre feudi; la sua morte prematura non permise questa riunificazione, che, poi, fu ottenuta dal nipote, Adolfo.
Gerardo, come suo padre ebbe un buon rapporto con gli imperatori, Ludovico il Bavaro e Carlo IV.
A Metz il 21 dicembre 1356, suo padre, Guglielmo, fu elevato dall'imperatore, Carlo IV di Lussemburgo, a duca di Jülich e conte di Valkenburg; infatti nel documento n° 570 del Urkundenbuch für die Geschichte des Niederrheins, Volume 3, del marzo 1357, Guglielmo si cita come duca di Jülich e conte di Valkenburg (Wilhelm van goitz genaden hertzoge van Gulge, greue van Valkenborch).
Nel 1360, Gerardo morì, per cui suo fratello, Guglielmo divenne erede del ducato di Jülich, mentre il figlio, Guglielmo, gli succedette nelle contee di Berg e Ravensberg, con la tutela della madre, Margherita.

## Matrimonio e discendenza
Secondo il Ravensberger Regesten (Bielefeld), Vol. I (non consultato), nel 1344, Gerardo aveva sposato l'erede delle contee di Berg e Ravensberg, Margherita di Ravensberg che, secondo il documento n° XCIV del Ravensberg Codex era figlia del conte di Ravensberg, Ottone IV e della moglie, Margherita di Berg, erede della contea di Berg. Margherita dopo la morte di Gerardo, governò le contee assieme al figlio, sino al 1368; infatti due documenti del Urkundenbuch für die Geschichte des Niederrheins, Volume 3, citano Margherita: nel primo n° 681 del luglio 1368, Margherita viene citata col titolo di contessa prima del figlio (Margareta greuinne ind Wilhelm van Guylghe yr sun, greue van deme Berge ind van Rauensberch), mentre nel secondo, n° 684  del dicembre 1368, Margherita viene citata come madre del conte (Margareta des vurgenanten greuen Wilhelms moder).
Gerardo da Margherita ebbe tre figli:
- Guglielmo (1348 † 1408), conte di Ravensberg e conte di Berg[16];
- Elisabetta († 1388), che, nel 1353 sposò il conte Enrico V di Waldeck, come da documento n° 523 del Urkundenbuch für die Geschichte des Niederrheins, Volume 3[18];
- Margherita († 1425), che, nel 1369 sposò il conte di Kleve, Adolfo I e futuro conte di Mark (Adolfo III), come conferma il WERNHERI TESCHENMACHERI AB ELVERFELDT ANNALES CLIVIAE, JULIAE[19].

## Ascendenza
|                               |                              |                                          | Genitori                                 |  |  | Nonni |  |  | Bisnonni                      |  |  | Trisnonni                      |  |
|                               |                              |                                          |                                          |  |  |       |  |  | Guglielmo IV, conte di Jülich |  |  | Guglielmo III, conte di Jülich |  |
|                               |                              |                                          |                                          |  |  |       |  |  | Guglielmo IV, conte di Jülich |  |  | Guglielmo III, conte di Jülich |  |
|                               |                              | Matilde di Limburgo                      |                                          |  |  |       |  |  | Guglielmo IV, conte di Jülich |  |  |                                |  |
| Gerardo VI, conte di Jülich   |                              |                                          |                                          |  |  |       |  |  | Guglielmo IV, conte di Jülich |  |  |                                |  |
|                               |                              | Riccarda di Gheldria                     | Gerardo III, conte di Gheldria           |  |  |       |  |  |                               |  |  |                                |  |
|                               |                              | Riccarda di Gheldria                     | Gerardo III, conte di Gheldria           |  |  |       |  |  |                               |  |  |                                |  |
|                               |                              | Riccarda di Gheldria                     | Margherita di Brabante                   |  |  |       |  |  |                               |  |  |                                |  |
| Guglielmo I, duca di Jülich   |                              | Riccarda di Gheldria                     |                                          |  |  |       |  |  |                               |  |  |                                |  |
|                               |                              | Goffredo di Brabante, signore d'Aerschot | Enrico III, duca di Brabante             |  |  |       |  |  |                               |  |  |                                |  |
|                               |                              | Goffredo di Brabante, signore d'Aerschot | Enrico III, duca di Brabante             |  |  |       |  |  |                               |  |  |                                |  |
|                               |                              | Goffredo di Brabante, signore d'Aerschot | Alice di Borgogna                        |  |  |       |  |  |                               |  |  |                                |  |
| Elisabetta di Brabante        |                              | Goffredo di Brabante, signore d'Aerschot |                                          |  |  |       |  |  |                               |  |  |                                |  |
|                               |                              | Giovanna, signora di Vierzon e Maizières | Erveo IV, signore di Vierzon             |  |  |       |  |  |                               |  |  |                                |  |
|                               |                              | Giovanna, signora di Vierzon e Maizières | Erveo IV, signore di Vierzon             |  |  |       |  |  |                               |  |  |                                |  |
|                               |                              | Giovanna, signora di Vierzon e Maizières | Giovanna di Brenne, signora di Maizières |  |  |       |  |  |                               |  |  |                                |  |
| Gerardo, conte di Berg        |                              | Giovanna, signora di Vierzon e Maizières |                                          |  |  |       |  |  |                               |  |  |                                |  |
|                               | Giovanni I, conte di Hainaut | Giovanni, conte di Hainaut               |                                          |  |  |       |  |  |                               |  |  |                                |  |
|                               | Giovanni I, conte di Hainaut | Giovanni, conte di Hainaut               |                                          |  |  |       |  |  |                               |  |  |                                |  |
|                               | Giovanni I, conte di Hainaut | Adelaide d'Olanda                        |                                          |  |  |       |  |  |                               |  |  |                                |  |
| Guglielmo I, conte di Hainaut | Giovanni I, conte di Hainaut |                                          |                                          |  |  |       |  |  |                               |  |  |                                |  |
|                               |                              | Filippa di Lussemburgo                   | Enrico V, conte di Lussemburgo           |  |  |       |  |  |                               |  |  |                                |  |
|                               |                              | Filippa di Lussemburgo                   | Enrico V, conte di Lussemburgo           |  |  |       |  |  |                               |  |  |                                |  |
|                               |                              | Filippa di Lussemburgo                   | Margherita di Bar                        |  |  |       |  |  |                               |  |  |                                |  |
| Giovanna di Hainaut           |                              | Filippa di Lussemburgo                   |                                          |  |  |       |  |  |                               |  |  |                                |  |
|                               |                              | Carlo, conte di Valois                   | Filippo III, re di Francia               |  |  |       |  |  |                               |  |  |                                |  |
|                               |                              | Carlo, conte di Valois                   | Filippo III, re di Francia               |  |  |       |  |  |                               |  |  |                                |  |
|                               |                              | Carlo, conte di Valois                   | Isabella d'Aragona                       |  |  |       |  |  |                               |  |  |                                |  |
| Giovanna di Valois            |                              | Carlo, conte di Valois                   |                                          |  |  |       |  |  |                               |  |  |                                |  |
|                               |                              | Margherita, contessa d'Angiò             | Carlo II, re di Napoli                   |  |  |       |  |  |                               |  |  |                                |  |
|                               |                              | Margherita, contessa d'Angiò             | Carlo II, re di Napoli                   |  |  |       |  |  |                               |  |  |                                |  |
|                               |                              | Margherita, contessa d'Angiò             | Maria d'Ungheria                         |  |  |       |  |  |                               |  |  |                                |  |
|                               |                              | Margherita, contessa d'Angiò             |                                          |  |  |       |  |  |                               |  |  |                                |  |

### Fonti primarie
- (LA)  Urkundenbuch für die Geschichte des Niederrheins, Volume 2.
- (LA)  (NL)  (FR)  Urkundenbuch für die Geschichte des Niederrheins, Volume 3.
- (LA)  Chronologia Johannes de Bek.
- (LA)  WERNHERI TESCHENMACHERI AB ELVERFELDT ANNALES CLIVIAE, JULIAE.
- (NL)  Kronijk van Arent toe Bocop.
- (NL)  Gedenkwaardigheden uit de geschiedenis van Gelderland.
- (DE)  (LA)  #ES Zeitschrift für vaterländische Geschichte und Altertumskunde, Volume 1.

### Letteratura storiografica
- (DE)  Gerardo conte di Berg_e_Ravensberg, da Allgemeine Deutsche Biographie
- (DE)  Guglielmo I duca di Jülic, da Allgemeine Deutsche Biographie
- (FR)  Histoire généalogique des ducs de Bourgogne de la maison de France.
- (FR)  Trophees tant sacres que profanes de la duché de Brabant ..., Volume 1.